# همام طارق
هُمام طارق (زادهٔ ۱۰ فوریهٔ ۱۹۹۶ - بغداد) یک بازیکن فوتبال اهل عراق است که در پست وینگر برای باشگاه فوتبال نیروی هوایی در لیگ برتر فوتبال عراق بازی می‌کند.وی سابقه بازی کردن برای استقلال ایران در لیگ برتر خلیج فارس ایران را دارد.

## تیم ملی
در ۳۰ دسامبر ۲۰۱۲ اولین بازی ملی خود را در برابر تیم تونس در یک بازی دوستانه انجام داد، در آن بازی تیم عراق با نتیجه ۲ بر ۱ مغلوب شد. در آن سال همام طارق به عنوان جوان‌ترین بازیکن تاریخ با ۱۶ سال سن لباس تیم ملی عراق را بر تن داشت.

### گل‌های ملی
گل و نتیجه تیم ملی عراق در ترتیب اول لیست شده
| #  | تاریخ          | مکان                      | حریف                  | امتیاز | نتیجه | مسابقه                |
| -- | -------------- | ------------------------- | --------------------- | ------ | ----- | --------------------- |
| ۱. | ۲۸ مارس ۲۰۱۵   | ورزشگاه السعبات، دوبی     | جمهوری دموکراتیک کنگو | ۲–۱    | ۲–۱   | بازی دوستانه          |
| ۲. | ۲۸ دسامبر ۲۰۱۸ | ورزشگاه سحیم بن حمد، دوحه | فلسطین                | ۱–۰    | ۱–۰   | بازی دوستانه          |
| ۳. | ۸ ژانویه ۲۰۱۹  | ورزشگاه شهری زاید، ابوظبی | ویتنام                | ۲–۲    | ۳–۲   | جام ملت‌های آسیا ۲۰۱۹. |

## عملکردباشگاهی

### استقلال
او در نقل انتقالات تابستانی سال ۱۳۹۷ با قراردادی سه ساله به تیم استقلال تهران پیوست. همام از همان ابتدای حضورش در استقلال مورد توجه هواداران قرار گرفت او نخستین گلش در بازی مقابل صنعت نفت آبادان به ثمر رساند. امیر ارسلان مرتاض مدیر برنامه ایرانی طارق است.
نیروی هوایی
وی ۸ اوت ۲۰۲۳ با قراردادی یک ساله به تیم نیروی هوایی عراق در لیگ برتر فوتبال عراق پیوست.

## افتخارات

### باشگاهی
باشگاه فوتبال نیروی هوایی عراق
- ای‌اف‌سی کاپ
  - قهرمان ای‌اف‌سی کاپ ۲۰۱۶
  - قهرمان ای‌اف‌سی کاپ ۲۰۱۷
- لیگ برتر فوتبال عراق:
  - قهرمان ۲۰۱۶–۱۷

### بین‌المللی
زیر ۱۹ سال عراق
- مسابقات فوتبال زیر ۱۹ سال آسیا: دوم گروه ۲۰۱۲

زیر ۲۰ سال عراق
- جام جهانی فوتبال زیر ۲۰ سال جایگاه چهارم: ۲۰۱۳

زیر ۲۲ سال عراق
- مسابقات فوتبال زیر ۲۳ سال آسیا: ۲۰۱۳

زیر ۲۳ سال عراق
- فوتبال در بازی‌های آسیایی: مدال برنز ۲۰۱۴

عراق
- جام ملت‌های خلیج: دوم ۲۰۱۳

### فردی
- بهترین بازیکن عراق در سال ۲۰۱۷ میلادی[۸]